# پیلاتی
پیلاتی (به انگلیسی: Palitana) یک منطقهٔ مسکونی در هند است که در Palitana Taluka واقع شده‌است. پیلاتی ۸۳٫۲ کیلومتر مربع مساحت و ۶۴٬۴۹۷ نفر جمعیت دارد و ۶۶ متر بالاتر از سطح دریا واقع شده‌است.